# Roger Moore
Pour les articles homonymes, voir Moore et Roger Moore.

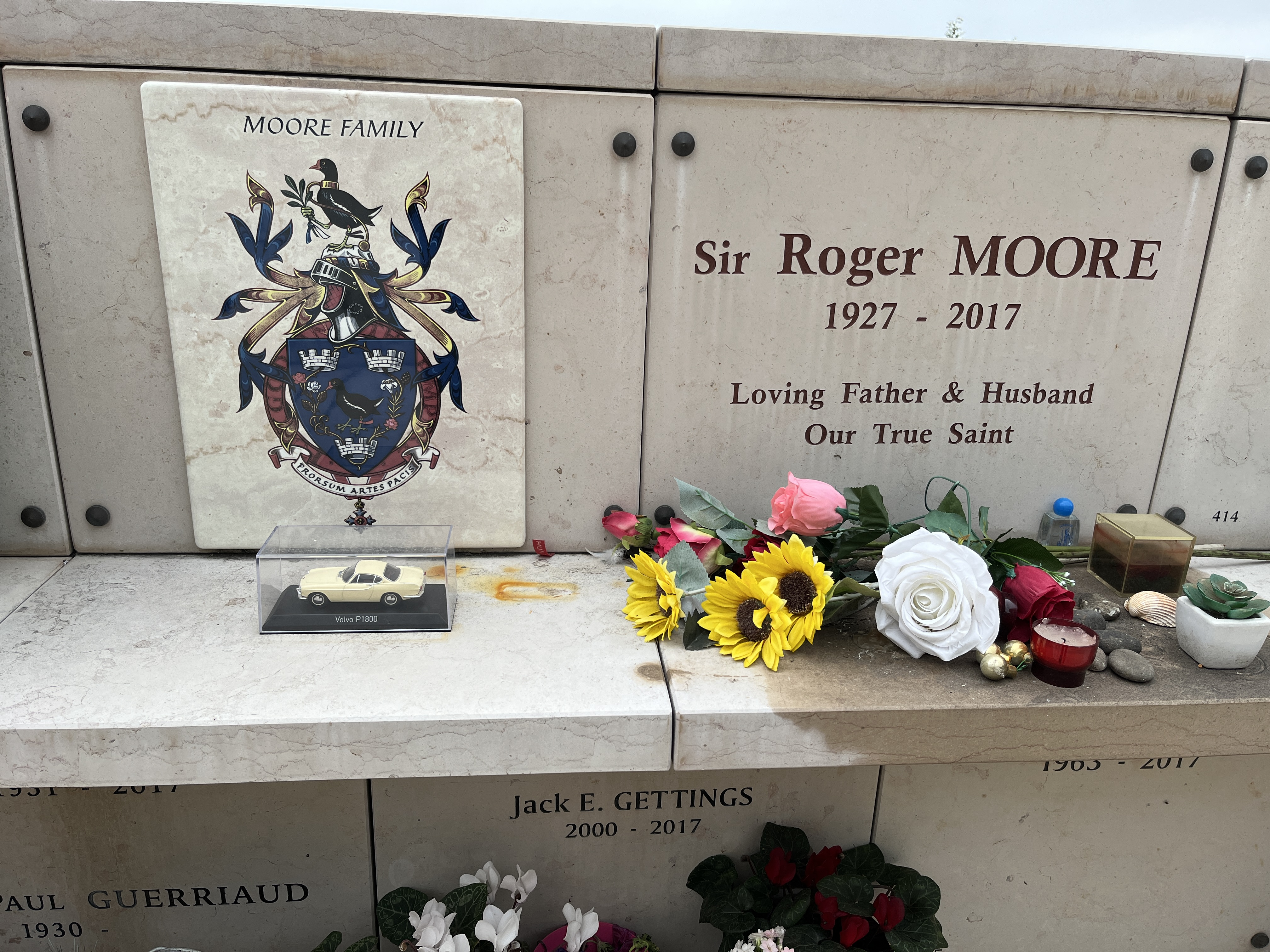
Roger Moore au colombarium de Monaco.

Roger Moore (prononciation francisée /ʁoˈʒe muʁ/, en anglais /ˈɹɒd͡ʒə mɔː/) est un acteur britannique, né le 14 octobre 1927 à Stockwell (Londres) et mort le 23 mai 2017 à Crans-Montana (Suisse).
Il interprète James Bond — succédant à Sean Connery et George Lazenby — dans sept opus de la série de films d'EON Productions, entre 1973 et 1985.  Il est aussi connu pour ses rôles dans des séries télévisées : le rôle-titre dans Ivanhoé (1958-1959), Simon Templar dans Le Saint (1962-1969), et Lord Brett Sinclair, aristocrate dandy, dans Amicalement vôtre (1971-1972).
En hommage à sa carrière cinématographique, il est anobli par la reine Élisabeth II le 14 juin 2003.

## Biographie

### Origines et jeunes années
Roger George Moore naît le 14 octobre 1927 à Stockwell, près de Londres. Il est le fils unique de George Alfred Moore, un policier, et de Lillian Pope (dite Lily), née à Calcutta, caissière puis femme au foyer.
À l'âge de 5 ans, il manque de mourir d'une double broncho-pneumonie.
Il fréquente la Battersea Grammar School (en), la grammar school du quartier de Battersea à Londres. Évacué vers Holsworthy dans le Devon au cours de la Seconde Guerre mondiale, il poursuit ensuite ses études secondaires à Amersham dans le Buckinghamshire, puis fréquente le collège de Bede et rejoint l'université de Durham, mais n'a jamais obtenu de diplôme.
Le jeune Moore fait des apparitions dans des films dès le milieu des années 1940 : à 17 ans, il est un soldat romain dans César et Cléopâtre (1945) de Gabriel Pascal.
À 18 ans, peu de temps après la fin de la guerre, Moore effectue son service national : il suit les cours de l'école d'officiers et atteint le grade de capitaine. Il sert dans le Royal Army Service Corps (en), commandant un petit dépôt dans la zone occupée par l'armée britannique en Allemagne de l'Ouest. Il survit à un grave accident de voiture avec fracture de la mâchoire et du crâne. Après quelques mois passés dans un hôpital de Hambourg, il rentre en Grande-Bretagne. 
Il fréquente ensuite la Royal Academy of Dramatic Art, dont les frais lui sont payés par le réalisateur Brian Desmond Hurst. Moore a alors pour collègue étudiante Lois Maxwell qui notamment sera sa partenaire dans Le Saint (épisodes Intermède à Venise, Dalila a disparu) et surtout dans la série des James Bond, jouant le rôle de Miss Moneypenny.

### Carrière

#### 1957-1959: les débuts à la télévision avecIvanhoé
Roger Moore obtient un premier emploi d'importance en interprétant le chevalier Ivanhoé dans la série du même nom en noir et blanc, composée de trente-neuf épisodes de vingt-cinq minutes. Cette série est créée par Peter Rogers d'après le roman éponyme de Walter Scott et diffusée entre le 5 janvier 1958 et le 4 janvier 1959 sur le réseau ITV. En France, la série est diffusée à partir du 11 avril 1959 sur l'unique chaîne existant à l'époque, la RTF. Il y a pour partenaire Robert Brown, qu'il retrouvera dans les James Bond : l’amiral Hargreaves dans L'Espion qui m'aimait, M en remplacement de Bernard Lee dans Octopussy et Dangereusement vôtre.

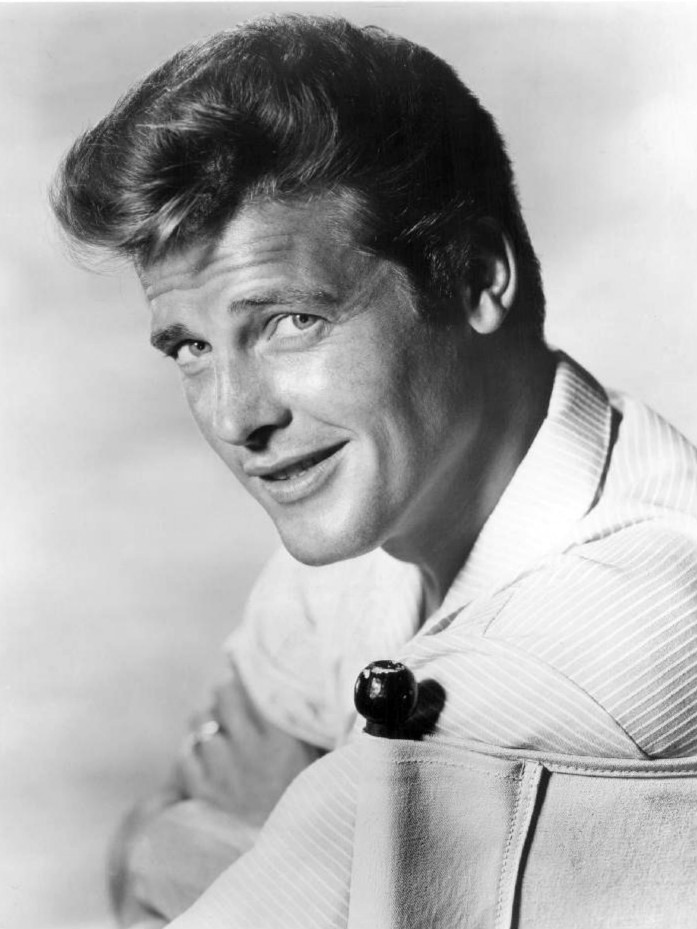
Roger Moore vers 1960, peu après le tournage des épisodes de Ivanhoé.

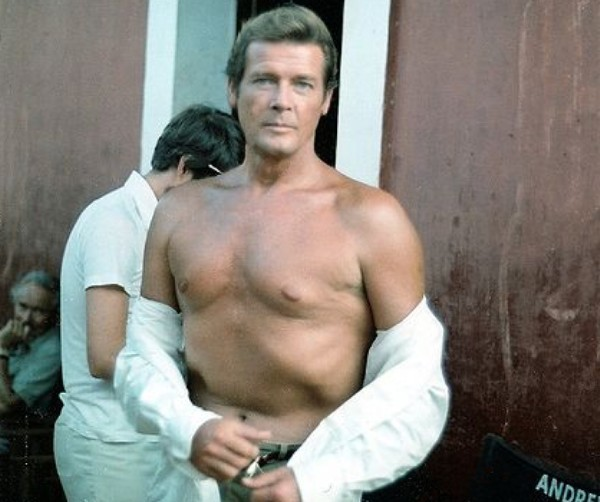
Roger Moore lors du tournage du film Le Commando de Sa Majesté en 1979.

#### 1962-1969:Le Saint
Ayant joué dans trois séries dont deux inédites en France (The Alaskans (en) et Maverick), Roger Moore ne veut plus s'engager dans une série. Il change d'avis lorsque Robert S. Baker lui propose le rôle de Simon Templar dont il avait en vain tenté d'obtenir les droits d'adaptation quelques années auparavant auprès de Leslie Charteris.
De 1962 à 1969, Roger Moore joue donc dans Le Saint, un rôle qui lui assure une célébrité internationale. Auparavant, les producteurs et créateurs de la série, Lew Grade et Robert S.Baker, ont proposé à Patrick McGoohan un essai pour ce rôle, mais les auditions se passent mal. McGoohan, selon Baker, se montre agressif, alors que Lew Grade l'avait pressenti en raison de son succès dans Destination Danger, où il campait le personnage de John Drake. Aussi Baker engage Roger Moore sans lui faire passer d'audition, persuadé qu'il est l'interprète idéal. Leslie Charteris donne son accord mais précise qu'il aurait préféré Cary Grant. Vincent Price, interprète de Simon Templar dans une adaptation radiophonique de 1947 à 1951, rencontre Roger Moore en juin 1962, puisque les deux comédiens tournent chacun aux studios d'Elstree, le premier le film Le Masque de la mort rouge, le second la série du Saint. Price se dit déçu car Roger Moore se montre poli mais pas intéressé par les conseils de Price sur l'interprétation de Templar. Plus tard, les deux comédiens se retrouvent dans un talk-show au cours duquel Roger Moore affirme ne pas se souvenir de leur rencontre. Price n'insiste pas et déclare que Roger est malgré tout un homme très gentil.
Deux épisodes en deux parties de la saison 6, en 1968 et 1969, sont exploités en salles dans certains pays : Les créateurs de fiction et Vendetta pour le Saint. La série connaît un succès particulier en Espagne. En 1967, Roger Moore obtient dans ce pays le prix du meilleur acteur de télévision de l'année. Les trois grandes chaînes nationales américaines ABC, CBS et NBC refusent la série. Elle est proposée en syndication aux chaînes locales et le succès est immédiat. NBC revient sur sa décision et achète la série à condition que de nouveaux épisodes soient tournés en couleur.
En 1965, dans le but de tourner deux nouvelles saisons en couleurs, Robert S. Baker et Roger Moore fondent la société Bamore. Cela permet au comédien de devenir producteur de la série.
Après la fin de la série, il tourne deux films pour le cinéma : Double jeu et La Seconde Mort d'Harold Pelham qui connaissent une carrière discrète. Pourtant, le second de ces titres était le film dont Roger Moore était le plus fier de toute sa carrière. Aux côtés d'Olga Georges-Picot et Hildegarde Neil, moustachu, il incarne le drame d'un homme qui se dédouble. Adapté d'un récit d'Anthony Armstrong, cette histoire avait déjà été adaptée en 1955 dans le cadre de la série Alfred Hitchcock présente.
En 1968, les producteurs de James Bond, Harry Saltzman et Albert R. Broccoli, décident d'engager Roger Moore pour succéder à Sean Connery, et d'adapter le roman posthume de Ian Fleming, l'homme au pistolet d'or. Le tournage doit avoir lieu au Cambodge. Mais la guerre du Vietnam éclate et le projet est annulé. Ironie du sort, si Moore rate le rôle à l'époque (George Lazenby  tourne alors l'adaptation d'un autre roman, Au service secret de Sa Majesté), il tournera le film en 1974. (Ce sera son deuxième James Bond).

#### 1970-1971:Amicalement vôtre
De 1970 à 1971, il joue le rôle de Lord Brett Sinclair, milliardaire et aventurier dans la série télévisée Amicalement vôtre avec comme co-vedette Tony Curtis qui joue Danny Wilde et dont la carrière connaît un nouveau souffle. Robert S. Baker a testé le concept des deux héros, un Anglais et un Américain, avec un épisode de la sixième saison du Saint : The Ex-King of Diamonds considéré comme un pilote d'Amicalement vôtre.
Roger Moore perçoit un cachet d'un million de dollars pour l'ensemble du tournage de la série, ce qui fait de lui, à cette époque, l'acteur de télévision le mieux payé au monde. Les premiers épisodes de la série sortiront même au cinéma dans plusieurs pays d'Europe, remontés sous la forme d'un film de 90 minutes intitulé Mission: Monte Carlo. Roger Moore a réalisé neuf épisodes du Saint et deux d'Amicalement vôtre. La série est un succès en Europe mais un échec aux États-Unis, or la revente à une chaîne américaine était nécessaire pour amortir les coûts de production. La série est annulée au bout d'une unique saison, ce qui libère Roger Moore de tout engagement.

#### 1972-1985: les années 007
Libre de tout engagement, la disponibilité de Roger Moore permet aux producteurs Harry Saltzman et Albert R. Broccoli de le choisir pour reprendre le rôle de James Bond au cinéma, à sept reprises, succédant ainsi à Sean Connery et George Lazenby. Il signe son engagement en août 1972 et démarre en octobre le tournage de Vivre et laisser mourir à New York. Le film sort en juin 1973, ensuite il joue en 1974 dans L'Homme au pistolet d'or où il est opposé à Scaramanga, joué par Christopher Lee. En 1977, il joue dans L'Espion qui m'aimait, en 1979, dans Moonraker, en 1981, dans Rien que pour vos yeux, en 1983, Octopussy et en 1985 dans Dangereusement vôtre où il est opposé à Zorin, un psychopathe joué par Christopher Walken. Son interprétation de Bond séduit le grand public mais rebute les puristes de Ian Fleming qui lui préfèrent Sean Connery et considèrent que Roger Moore joue un 007 maniéré. Il est reproché à Moore de jouer Bond d'une façon trop humoristique voire parodique. Le personnage des romans de Ian Fleming évolue dans un univers sombre et violent, alors que les scénaristes des films avec Roger Moore en font un spectacle familial, comportant beaucoup de scènes de comédies et multipliant les gadgets. S'il triomphe aux box-office et auprès du public, il reçoit des critiques peu élogieuses. Les producteurs de James Bond, avec l'arrivée de Daniel Craig en 2006, proposeront un retour à des histoires proposant très peu d'humour et une nouvelle approche de la série, l'orientant vers un cadre très éloigné des interprétations de Roger Moore.
Entre deux James Bond, on le voit dans plusieurs films à succès : Gold, Parole d'homme, Les Oies sauvages (à noter que ces trois films, étant tournés en Afrique du Sud du temps de l'Apartheid, lui valent sur ce point des critiques). Cependant, sa carrière cinématographique est très loin d'égaler celle de Sean Connery, à qui il a succédé dans le rôle de 007. Moore tourne plusieurs films très moyens comme  L'Exécuteur (film, 1976), Bons Baisers d'Athènes, L'Équipée du Cannonball, qui se font éreinter par la critique. Parfois victime de son image d'homme séduisant, il rate (au profit d'Edward Fox) le rôle principal du film Chacal de Fred Zinnemann.
En 1979, on découvre un Roger Moore barbu dans le rôle d'un excentrique misogyne amoureux des chats dans Les Loups de haute mer. L'année suivante, il retrouve deux vieux amis, Gregory Peck et David Niven, pour le tournage du film Le Commando de Sa Majesté.
Très sévère envers ses propres prestations à l'écran, il n'hésite pas à déclarer que Bons Baisers d'Athènes et Les Loups de haute mer ont été des erreurs de parcours.
En 1980, on le retrouve dans un film à sketches, Les Séducteurs avec Lino Ventura et Ugo Tognazzi, dans lequel il s'adonne à son goût pour les rôles de farceurs.
Roger Moore avait signé un contrat pour trois James Bond. Content du succès de L'Espion qui m'aimait, il accepte d'en tourner un quatrième : Moonraker. Mais dès le film suivant, il se montre réticent à continuer et négocie film par film son accord. Le producteur Albert R. Broccoli fait passer des auditions à des comédiens pour le remplacer en 1980 dans Rien que pour vos yeux: Il envisage Ian Ogilvy mais sans jamais le convoquer pour un test. Broccoli rencontre Lewis Collins mais l'entretien se passe mal, l'acteur se montre trop agressif. Michael Billington qui a joué l'agent Sergei Barsov dans L'Espion qui m'aimait et partage la vie de Barbara Broccoli est également testé. Roger Moore n'est pas content, il pense que Broccoli veut lui forcer la main, il déclare : « J'ai pour principe de ne pas sous-estimer ma valeur ». Un accord financier est trouvé in-extremis. On constate que la scène prégénérique sur la tombe de Tracy Bond, lien avec Au service secret de Sa Majesté, était une façon d'introduire un nouvel acteur dans la saga. Mais la situation se répète en 1982 pour Octopussy. Alors que Broccoli a quasi engagé l'acteur James Brolin, Roger Moore accepte de revenir contre une augmentation de son cachet. En fait, Broccoli a eu peur d'un changement d'acteur l'année où le film affronte un James Bond concurrent produit par Kevin McClory avec Sean Connery : Jamais plus jamais. En 1985, Roger Moore tourne un dernier opus, Dangereusement vôtre alors âgé de 58 ans. Le succès d'Octopussy pousse la MGM à demander avec insistance à Broccoli que Moore soit à nouveau Bond.
Pour beaucoup, c'est le Bond de trop. Il décide, en accord avec le producteur, de passer la main. Il annonce son retrait définitif le 3 décembre 1985. Dans ses mémoires, l'acteur dément avoir reçu un ultimatum d'Albert R. Broccoli pour quitter le rôle, ce qui a été affirmé par Donald Zec dans l'autobiographie du producteur publiée après sa mort.
Après la fin de sa participation à la saga James Bond, il fait une pause de cinq ans au cinéma. En 1986, il commente pour la chaîne américaine ABC le mariage du Prince Andrew avec Sarah Fergusson. L'année suivante, pour les 25 ans de la saga James Bond, il présente un documentaire de Mel Stuart : Happy Anniversary 007: 25 Years of James Bond. Lors de la diffusion française, c'est la première fois que Roger Moore n'est plus doublé par Claude Bertrand, décédé le 14 décembre 1986.

#### Les années 1990
En 1990, on le revoit dans un film qui sort directement en vidéo, Feu, Glace et Dynamite de Willy Bogner Jr. (en), qui s'occupait des séquences de ski dans les Bond. Il joue avec Michael Caine dans le film Double arnaque et avec Jean-Claude Van Damme dans  Le Grand tournoi. Il a deux rôles importants, en 1994 à la télévision face à Malcolm McDowell dans L'Homme qui refusait de mourir et au cinéma en 2001 dans Menace Mortelle parfois intitulé Stratégiquement vôtre, ce dernier titre sortant selon les pays soit directement en vidéo, soit diffusé à la télévision. Mais sa carrière post Bond se limite souvent à des apparitions : une voix à la fin de Le Saint (film, 1997) avec Val Kilmer, clin d'oeil à la série qui le rendit célèbre, ou encore un petit rôle dans Spice World qui a pour vedette le groupe Spice Girls.
Le 9 août 1991, Roger Moore devient ambassadeur de l'UNICEF pour défendre les droits de l'enfant.
En 1999, il pense tourner une nouvelle série, The Dream Team, dans laquelle il devait jouer un rôle proche du Charlie des Drôles de dames, mais pour des raisons financières, elle est arrêtée au bout de quatre épisodes.

#### Nouveau millénaire et fin de carrière
Roger Moore soutient activement les droits des animaux avec l'association PETA, de laquelle il reçoit un prix en 2009 pour une campagne anti foie gras.
En 2009, il annonce au Sunday Telegraph Magazine qu'il prend sa retraite et met un terme définitif à sa carrière. Il a 82 ans et a eu de gros problèmes de santé depuis son cancer de la prostate en 1993.
En tant qu'acteur, son ultime apparition est dans un téléfilm coproduit par son fils Geoffrey Moore : The Saint, dans lequel Simon Templar est incarné par Adam Rayner. Il s'agit d'un pilote de série sans suite pour lequel des scènes supplémentaires ont été filmées afin d'en faire un téléfilm. Il incarne le personnage de Jasper. Un autre ex-Simon Templar est présent dans le film, Ian Ogilvy. La diffusion a lieu le 11 juillet 2017, soit après le décès de Roger Moore.
Il laisse deux projets inachevés, Troll Hunters, de Judyta Fibiger et Astrid Silverlock dans lequel il devait prêter sa voix.

### Vie privée
Roger Moore a été marié quatre fois et victime de violences conjugales, physiques et verbales, de la part de ses deux premières femmes : frappé à coup de guitare, à coup de poings au visage, griffures laissant des cicatrices, dévalorisant son aspect physique,.
Roger Moore épouse en 1946 l'actrice et patineuse Doorn Van Steyn, née Lucy Woodard (1922-2010).
En 1953, il divorce pour épouser la même année la chanteuse Dorothy Squires de douze ans son aînée (1915-1998), à cette époque beaucoup plus célèbre que lui. Ils vivent ensemble pendant une courte période à Dafen (en) dans le Llanelli, au sud du pays de Galles.
À son retour en 1961, alors qu'il tourne en Italie, il abandonne Dorothy pour l'actrice italienne Luisa Mattioli (1936-2021), qu'il épouse en 1969, après que Dorothy a finalement accepté de divorcer en 1968. Ils ont une fille, Deborah, comédienne, et deux fils, Christian et Geoffrey, ce dernier devenu producteur. Séparés en 1993, ils divorcent en 2002.
En 1993, Roger Moore apprend qu'il est atteint d'un cancer de la prostate. Après avoir terminé une tournée en Finlande pour l'UNICEF, il entre au centre médical Cedars-Sinaï pour une intervention chirurgicale, sous un faux nom pour échapper à la presse. Après une convalescence de six semaines, il se rétablit puis reprend les tournées pour l'UNICEF, et sa carrière d'acteur.
En 1996, il se lie avec Kristina Tholstrup, une Danoise richissime née en 1942, qu'il connaissait déjà en 1981 quand ils étaient voisins sur la côte d'Azur. Ils se marient discrètement à Copenhague le 10 mars 2002. Le 25 juillet 2016, la fille de Kristina Tholstrup, Christina Knudsen (dite « Flossie »), meurt à 47 ans des suites d'un cancer. Roger Moore, qui avait adopté Christina lorsqu'elle était déjà adulte (alors âgée de 27 ans), se déclare « le cœur brisé ».

### Mort et événements postérieurs
Roger Moore meurt le 23 mai 2017 des suites d'un cancer de la prostate. La nouvelle de sa mort est annoncée par ses enfants.
À la suite de son incinération, ses cendres sont déposées au columbarium du cimetière de Monaco.
Près de deux cents de ses souvenirs et accessoires, dont de nombreuses montres, cravates et une combinaison de ski portée dans le film Dangereusement Vôtre, sont vendus aux enchères en octobre 2023 par ses enfants. La vente produit un revenu de 1,1 million de livres (soit environ 1,27 million d'euros), dont une partie est reversée à l'UNICEF, organisme pour lequel l'acteur s'était engagé toute sa vie,,.
En juin 2024, une fausse information circule sur la profanation de sa tombe (plaque commémorative simplement décollée et cassée),.

## Honneurs
- 1999 :  Commandeur de l'ordre de l'Empire britannique (CBE)[40]
- 2003 :  Chevalier commandeur de l'ordre de l'Empire britannique (KBE)[40]
- 2008 :  Commandeur de l'ordre des Arts et des Lettres, le 28 octobre 2008 par la ministre de la Culture Christine Albanel[41]

Le 11 octobre 2007, il obtient une étoile sur Hollywood Boulevard (2 350e étoile).
Le 12 juin 2012, l'Ambassadors Club de Monaco lui dédie le titre d'ambassadeur de bonne volonté, remis notamment par le prince Albert II.

## Filmographie

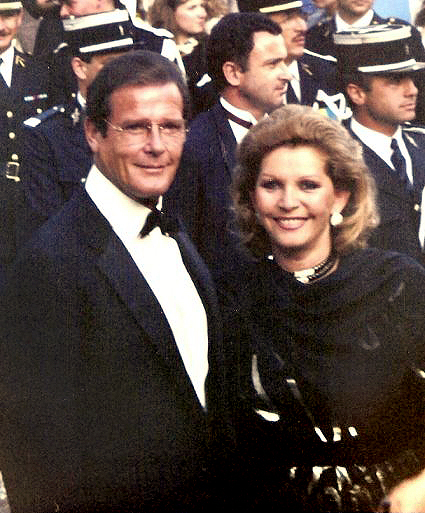
Roger Moore au festival de Cannes 1989 avec sa troisième épouse.

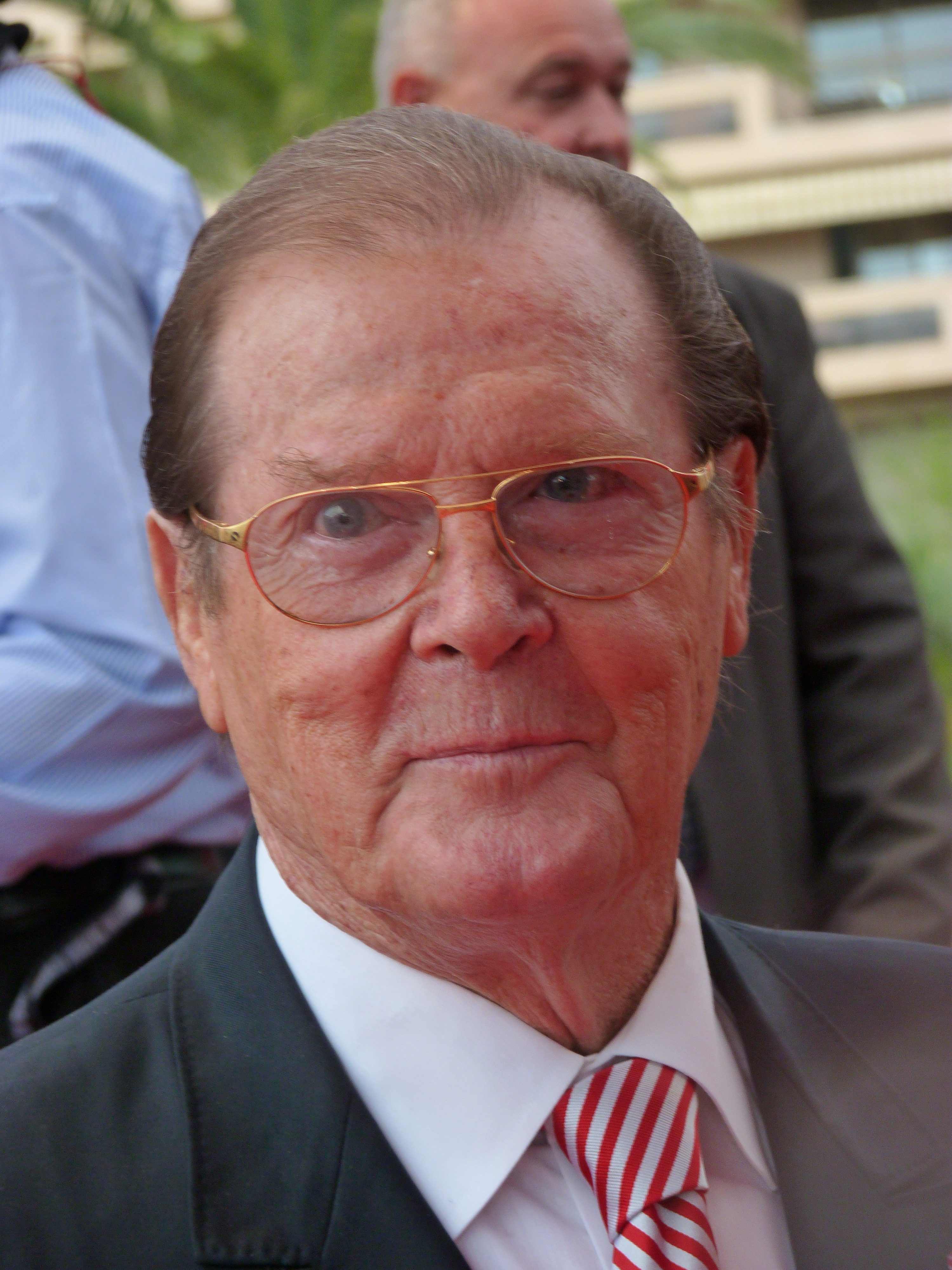
Roger Moore en 2012.

### Cinéma
- 1945 : Le Verdict de l'amour (Perfect Strangers) d'Alexander Korda : un marin
- 1945 : César et Cléopâtre (Caesar and Cleopatra) de Gabriel Pascal : un soldat romain
- 1946 : Gaiety George de George King et Leontine Sagan : un membre de l'audience (non crédité)
- 1946 : Piccadilly Incident d'Herbert Wilcox
- 1949 : Paper Orchid de Roy Ward Baker
- 1949 :  Ma gaie lady (Trottie True) de Brian Desmond Hurst
- 1949 :  The Interrupted Journey de Daniel Birt : soldat dans le café de Paddington
- 1950 : Due mogli sono troppe de Mario Camerini : ornithologue dans un train
- 1951 : One Wild Oat de Charles Saunders
- 1952 : Un garçon entreprenant (Young Man with Ideas) de Mitchell Leisen (non crédité)
- 1954 : La Dernière Fois que j'ai vu Paris (The Last Time I Saw Paris) de Richard Brooks : Paul Lane
- 1955 : Mélodie interrompue (Unterrupted melody) de Curtis Bernhardt : Cyril Lawrence
- 1955 : Le Voleur du Roi (The King's Thief) de Robert Z. Leonard : Jack
- 1956 : Diane de Poitiers (Diane de Poitiers) de David Miller : le roi Henri II
- 1959 : Quand la terre brûle (The Miracle) d'Irving Rapper : Michael
- 1961 : Au péril de sa vie (The Sins of Rachel Cade) de Gordon Douglas : Paul Wilton
- 1961 : Le Trésor des sept collines (Gold of the Seven Saints) de Gordon Douglas : Shaun Garrett
- 1961 : L'Enlèvement des Sabines (Il ratto delle sabine) de Richard Pottier : Romulus
- 1962 : Bande de lâches (Una branco di vigliacchi) de Fabrizio Taglioni
- 1967 : Double méprise (The Fiction Makers) (Film Le Saint)
- 1969 : Vendetta pour le Saint (Vendetta for the Saint) (Film Le Saint)
- 1969 : Double jeu (Crossplot) d'Alvin Rakoff
- 1970 : La Seconde Mort d'Harold Pelham (The Man who Haunted Himself) de Basil Dearden : Harold Pelham
- 1974 : Gold de Peter Hunt : Rod Slater
- 1975 : Le Veinard (That Lucky Touch) de Christopher Miles : Michael Scott
- 1976 : L'Exécuteur (également connu sous le titre de Braquage à 20 Millions) (Gli essecutori) de Maurizio Lucidi
- 1976 : Parole d'homme (Shout at the Devil) de Peter R. Hunt : Sebastian Oldsmith
- 1978 : Les Oies sauvages (The wild geese) d'Andrew V. McLaglen : lieutenant Sean Fynn
- 1979 : Les Loups de haute mer (North Sea Hijack) d'Andrew V. McLaglen : Rufus Excalibur ffolkes
- 1979 : Bons Baisers d'Athènes (Escape to Athena) de George Pan Cosmatos : major Otto Hecht
- 1980 : Les Séducteurs (Sunday Lovers), segment « An englishman's home » de Bryan Forbes : Harry Lindon
- 1980 : Le Commando de sa Majesté (The Sea Wolwes) d'Andrew V. McLaglen
- 1981 : L'Équipée du Cannonball (The Cannonball Run) d'Hal Needham : Seymour Goldfarb, Jr.
- 1983 : L'Héritier de la Panthère rose (Curse of the Pink Panther) de Blake Edwards : inspecteur en chef Jacques Clouseau
- 1984 : La Machination The Naked Face de Bryan Forbes : Dr Judd Stevens
- 1987 : The Magic Snowman de Stanko Crnobrnja et C. Stanner : Voix
- 1990 : Feu, Glace et Dynamite (Feuer, Eis & Dynamit) de Willy Bogner Jr.
- 1990 : Double Arnaque (Bullseye !) de Michael Winner : Bradley-Smith/sir John Bevistock
- 1991 : Un loup dans la bergerie (Bed and Breakfast) de Robert Ellis Miller
- 1996 : Le Grand Tournoi (The quest) de Jean-Claude Van Damme : Lord Edgar Dobbs
- 1997 : Le Saint (The Saint) de Phillip Noyce : Voix
- 1997 : Spice World, le film (Spice world) de Bob Spiers : le Chef
- 2001 : Stratégiquement vôtre  /"Menace Mortelle" (The Enemy) de Tom Kinninmont : le superintendant de police Robert Ogilvie
- 2001 : Na svoji vesni de Klemen Dvornik et Saso Dzukic
- 2002 : Boat Trip de Mort Nathan : Lloyd Faversham
- 2008 : Agent Crush de Sean Robinson : Voix de Burt Gasket
- 2009 : De vilde svaner de Peter Flinth et Ghita Norby: Archbishop, voix
- 2010 : Comme chiens et chats : La Revanche de Kitty Galore (Cats and Dogs: The Revenge of Kitty Galore) de Brad Peyton : Tab Lazenby (voix)
- 2013 : Incompatibles de Paolo Cedolin Petrini : lui-même
- 2016 : The Carer de János Edelényi : lui-même
- 2017 : Troll Hunters de Judyta Fibiger (Inachevé)

#### Films de James Bond
- 1973 : Vivre et laisser mourir (Live and Let Die) de Guy Hamilton
- 1974 : L'Homme au pistolet d'or (The Man with the Golden Gun) de Guy Hamilton
- 1977 : L'Espion qui m'aimait (The Spy who Loved me) de Lewis Gilbert
- 1979 : Moonraker de Lewis Gilbert
- 1981 : Rien que pour vos yeux (For Your Eyes Only) de John Glen
- 1983 : Octopussy de John Glen
- 1985 : Dangereusement vôtre (A View to a Kill) de John Glen

#### Courts métrages
- 2004 : The Fly Who Loved Me de Dan Chambers : Le Père Noël, voix
- 2011 : The Lighter de George Clemens et Samuel Clemens : George Boreman, voix

### Télévision
- 1949 : The Governess (téléfilm) : Bob Drew
- 1949 : A House in the square (téléfilm) : John Anstruther
- 1950 : Drawing-Room Detective (téléfilm) : rôle sans nom
- 1953 : Robert Montgomery Presents(série télévisée) 2 épisodes : ("World by the Tail" : Le diplomate français; "The Wind Cannot Read" : rôle sans nom)
- 1953 : The Clay of Kings (téléfilm) : Joseph Wedgwood
- 1953 : Black Chiffon (téléfilm) : rôle sans nom
- 1953 : Julius Caesear (téléfilm) : rôle sans nom
- 1954 : The Motorola Television Hour (série télévisée) (1 épisode) : rôle sans nom
- 1956 : Ford Star Jubilee (série télévisée) (épisode : "This Happy Breed") : Billy Mitchell
- 1956 : Goodyear Television Playhouse (en) (série télévisée) (épisode : "A Murder is announced") : Patrick Simmons
- 1957 : Assignment Foreign Legion (série télévisée) (épisode : "The Richest man in the legion") : Paul Harding
- 1957 : Lux Video Theatre (en) (série télévisée) (épisode : "The Taggart Light") : Gavin
- 1957 : Matinee Theatre (série télévisée) 3 épisodes ("The Importance of Being Earnest" : rôle sans nom; "The Remarkable Mr.Jerome" : Randolph Churchill; "Avenging of Anne Leete" : le vieil homme)
- 1958-1959 : Ivanhoé (Ivanhoe) (série de 39 épisodes) : Ivanhoé
- 1959 : The Third Man (série télévisée) (épisode : "The Angry Young Man") : Jimmy Simms
- 1958-1959 : Alfred Hitchcock présente (série) (saison 4, épisode 24 :Trafic de bijoux (The Avon Emeralds) : Inspecteur Benson
- 1959-1960 : The Alaskans (série de 37 épisodes) : Silky Harris
- 1959-1961 : 77 Sunset Strip (épisodes : "Vacation with pay" : l'animateur radio; "Tiger by the Tail" : lui-même)
- 1959-1961 : Maverick (série américaine de 16 épisodes) : Beau Maverick
- 1961 : The Roaring 20's (épisode en deux parties: "Right-Off the Boat") : Karat John
- 1962-1969 : Le Saint (The Saint) (série britannique de 118 épisodes) : Simon Templar
- 1964 : Mainly Millicent (série télévisée) (épisode du 17 juillet 1964): James Bond
- 1965 : The Trials of O'Brien (série télévisée) (épisode "What Can Go Wrong" : Roger Taney
- 1969-1970 : : Laugh-In (série télévisée) 2 épisodes
- 1971-1972 : Amicalement vôtre (The Persuaders!) (série de 24 épisodes) : Lord Brett Sinclair
- 1976 : Sherlock Holmes à New York (Sherlock Holmes in New York) (téléfilm) de Boris Sagal : Sherlock Holmes
- 1977-1978 :  Laugh-In (Série TV) : Un invité
- 1994 : L'Homme qui refusait de mourir (The Man who wouldn't die) (téléfilm) de Bill Condon : Thomas Grace / Inspecteur Fulbright
- 1999 : Une journée de fous (The Dream Team) (téléfilm)
- 2002 : Alias (série) (saison 1, épisode 16 : la Prophétie) : Edward Poole
- 2002 : Tatort (saison 1 épisode 506) ("Schatten") : L'acteur célèbre
- 2005 : Foley & McColl: This Way Up (téléfilm) : Le majordome
- 2011 : Il était une fois à Castlebury... (A Princess for Christmas) de Michael Damian (téléfilm) : Edward, duc de Castlebury
- 2014 : The Life of Rock with Brian Pern (série) : lui-même
- 2017 : The Saint (téléfilm) de Simon West : Jasper

### Vidéos
- 1983 : Seiko 'Octopussy' Television Commercial
- 1985 : A View to a Kill: The Computer Game (Jeu vidéo)
- 1985 : James Bond 007 & Renault 11 in 'A View to a Kill'
- 1988 : Lark Milds Roger Moore James Bond Television Commercial : L'espion à Venise
- 2005 : Peter Cottontail et la chasse aux œufs (" Here Comes Peter Cottontail: The Movie") de Mark Gravas : voix de January Q. Irontail
- 2015 : Giving Tales de Klaus Lovgreen  (Jeu vidéo) : Voix

## Clips Musicaux
- 1989 : Duran Duran : Burning The Ground d' Adrian Martin
- 1993 : Stakka Bo : Living It Up de Johan Renck[12]

## Publications
- Roger Moore (trad. de l'anglais), Amicalement vôtre, Paris, L'Archipel, 2008, 371 p. (ISBN 978-2-8098-0092-0)
- Roger Moore, Vivre et laisser mourir : Le Film d'un film, Plon, 1973 (épuisé non réédité)
- Roger Moore (trad. de l'anglais), James Bond par Roger Moore : 50 ans d'aventures au cinéma, Paris, Gründ, 2012, 224 p. (ISBN 978-2-324-00302-8)
- Roger Moore, Mémoires, avec Gareth Owen, trad. Marie-Céline Mouraux, First Editions, 2015 (édition originale publiée sous le titre Last Man Standing: Tales from Tinseltown, 2014)

## Voix françaises
Claude Bertrand a été la voix française régulière de Roger Moore de 1964 à 1985. Moore est aussi doublé occasionnellement par d'autres comédiens tels que Jean-Louis Jemma, René Arrieu ou encore Claude Giraud.

## Anecdotes
Roger Moore est mentionné dans la chanson d'Amy Winehouse : You Know I'm No Good
Il était le choix initial pour le rôle de Leonard Vole dans Témoin à charge en 1957, qui a été tenu par Tyrone Power.
Roger Moore et Patrick McGoohan se sont vu proposer chacun deux mêmes rôles : Simon Templar et James Bond. McGoohan a refusé les deux.
Roger Moore est le seul comédien à avoir à la fois incarné Sherlock Holmes et James Bond.
En 1977, Roger Moore était pressenti pour le rôle du Lieutenant Général Brian Horrocks dans Un pont trop loin. Mais les dates de tournage coïncidant avec celles de L'Espion qui m'aimait, l'acteur fût contraint d'y renoncer. C'est finalement Edward Fox qui a hérité du rôle.
On lui a également proposé en 1980 le rôle de Blackthorne dans la série Shogun qui a été joué par Richard Chamberlain.
En 1981, il était pressenti pour tenir le rôle de Colby qui échut à Michael Caine dans A nous la victoire.
En 1983, il s'est vu proposer le film Les Aventuriers du bout du monde avec Bo Derek, qui a finalement été interprété par Tom Selleck et Bess Armstrong.
Roger Moore a souvent démenti avoir été contacté en 1962 par les producteurs de James Bond pour James Bond 007 contre Dr No. Il fut contacté en 1968 la première fois pour une adaptation de L'Homme au pistolet d'or au Cambodge, annulée en raison de la guerre du Vietnam.
Le 17 juillet 1964, à la BBC dans l'émission Mainly Millicent, il a joué un sketch dans lequel il interprétait James Bond sans savoir que huit ans plus tard il serait engagé pour le rôle. Dans le sketch, Bond est en vacances dans une station balnéaire, lorsqu'il rencontre une espionne russe (jouée par Millicent Martin (en), la star de la série), qui est également en vacances. Bond et l'espionne passent le sketch à essayer de se faire la peau.
Il devait faire sa première comédie musicale en tant que Sir George dans Aspects of Love  en 1990. Il a quitté la production quelques jours avant l'expiration de sa clause de désistement en raison de ses propres inquiétudes concernant sa capacité à chanter. Il a été remplacé par Kevin Colson.